# Benedetto Orsi

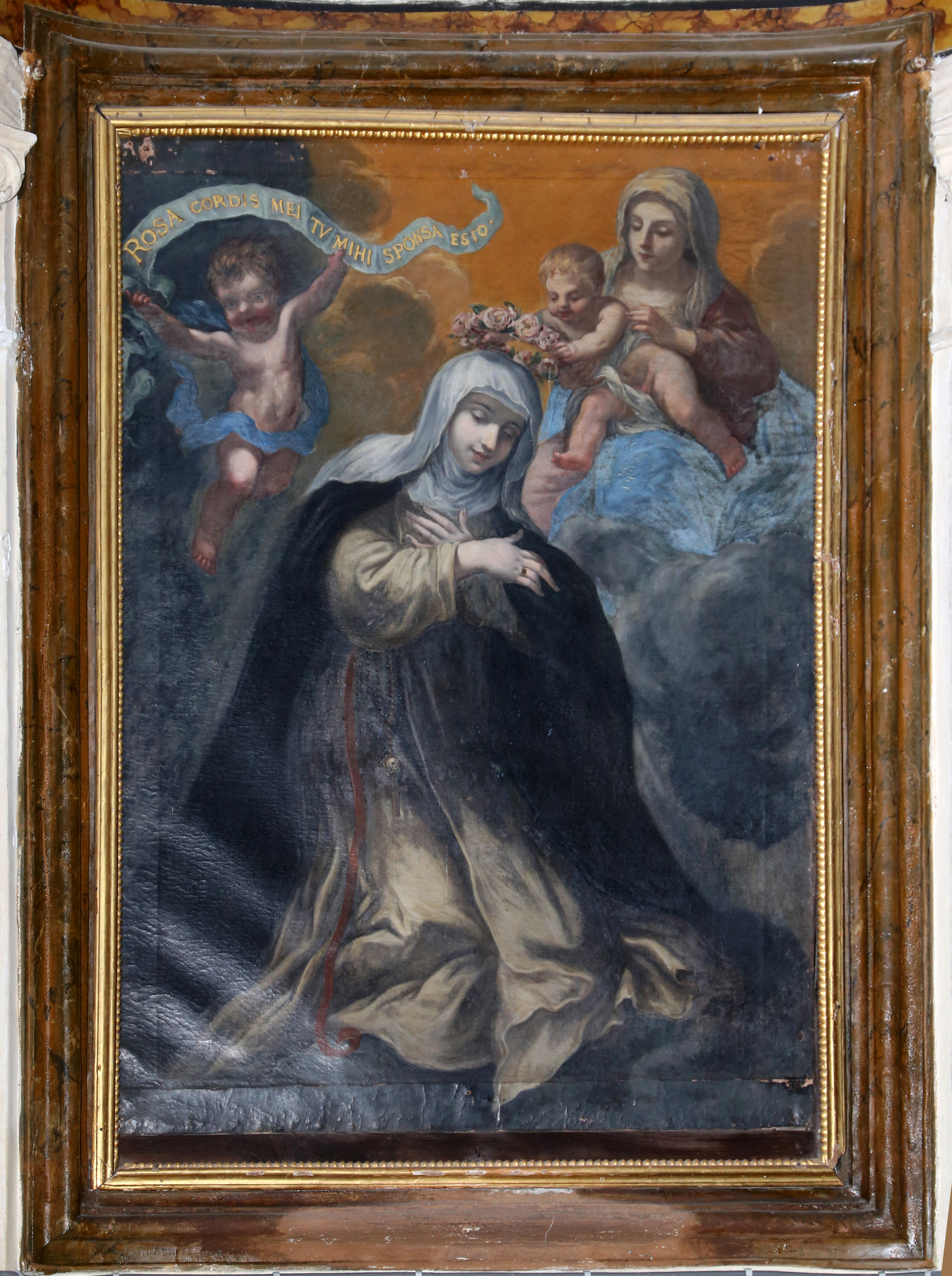
Santa Rosa da Viterbo, olio su tela, oratorio di San Domenico, Pescia

Benedetto Orsi (Pescia, 1600 – 1680) è stato un pittore e architetto italiano.

## Biografia
Non ci pervengono molte notizie sulla sua vita. Nacque da una famiglia della piccola borghesia pesciatina e si dedicò alla pittura sin dagli anni giovanili, divenendo allievo di Baldassarre Franceschini, detto il Volterrano. Contestualmente si cimentò nella progettazione di edifici per una committenza prevalentemente religiosa, come il convento di San Domenico a Pescia. Operò principalmente nella sua città e in Valdinievole. A Pistoia è presente una lunetta da lui dipinta presso la chiesa di Santa Maria delle Grazie.

## Opere
- San Giovanni evangelista, chiesa dei Santi Stefano e Niccolao, Pescia;
- Ritratto di Monsignor Baldassarre Turini (1645), Duomo di Santa Maria Assunta, Pescia;
- Madonna e santi, casa di Nazareth, Pescia;
- San Francesco di Paola, casa di Nazareth, Pescia;
- San Pietro martire, convento di San Domenico, Pescia;
- Santa Rosa da Viterbo, convento di San Domenico, Pescia;
- Santa Caterina da Siena, convento di San Domenico, Pescia;
- Angeli, chiesa dei Santi Michele e Lorenzo a Montevettolini;
- Incoronazione di Maria Vergine, chiesa di Santa Maria delle Grazie, Pistoia.